# Acer tonkinense
Acer tonkinense — вид квіткових рослин із роду клен (Acer).

## Морфологічна характеристика
Це однодомне дерево, 12–15 метрів заввишки. Кора темно-коричнева, гладка. Гілочки білі воскові, голі, нинішнього року пурпурувато-зелені, старших пурпурно-бурі або темно-пурпурні. Листки опадні: листкові ніжки пурпурувато-зелені, голі, 2–3.5 см завдовжки; листова пластинка еліптична, майже округла чи довгаста, (8)10–17 × 7–15 см, знизу гола за винятком пазушних пучків волосків, зверху гола, глибоко чи неглибоко 3-лопатеві чи 3-зубчасті, пазухи до 1/3 ширини лопатки; частки трикутні, край цільний, верхівка гостра. Суцвіття верхівкові, волотисті, 8–10 см, багатоквіткові. Чашолистків 5, пурпурувато-зелені, трикутні. Пелюсток 5, жовтуваті. Тичинок 8. Плоди жовтуваті; горішки опуклі, майже округлі, ≈ 8 × 6 мм; крило серпоподібне, з горішком 18–35 мм, крила розгорнуті ± горизонтально. Період цвітіння: квітень і травень; період плодоношення: вересень.

## Поширення й екологія
Ареал: Китай (Гуйчжоу, Тибет, Юньнань, Гуансі), М'янма, В'єтнам. Вид зростає в субтропічних і помірних лісах на вапняках на висотах від 300 до 1800 метрів.

## Використання
Порода використовується на корм і дрова.